# Dekanat Częstochowa – św. Wojciecha
Dekanat Częstochowa – św. Wojciecha – jeden z 36 dekanatów archidiecezji częstochowskiej. Znajduje się w regionie częstochowskim. Składa się z 9 częstochowskich parafii.

## Lista parafii
| Lp | Miejscowość / parafia                                        | Proboszcz / administrator  | Kościół                                                         | Zdjęcie |
| -- | ------------------------------------------------------------ | -------------------------- | --------------------------------------------------------------- | ------- |
| 1  | Częstochowa Parafia Najświętszej Maryi Panny Częstochowskiej | ks. Zbigniew Jeż           | Kościół Najświętszej Maryi Panny Częstochowskiej w Częstochowie |         |
| 2  | Częstochowa Parafia Najświętszej Maryi Panny z Góry Karmel   | ks. Janusz Plaszczyk       | Kościół Najświętszej Maryi Panny z Góry Karmel w Częstochowie   |         |
| 3  | Częstochowa Parafia Opatrzności Bożej                        | ks. Stanisław Bukalski     | Kościół Opatrzności Bożej w Częstochowie                        |         |
| 4  | Częstochowa Parafia św. Jacka                                | ks. Rafał Panek            | Kościół św. Jacka w Częstochowie                                |         |
| 5  | Częstochowa Parafia Świętej Jadwigi Królowej                 | ks. Jarosław Ginter        | Kościół Świętej Jadwigi Królowej w Częstochowie                 |         |
| 6  | Częstochowa Parafia św. Jana Kantego                         | ks. Sławomir Bartoszuk     | Kościół św. Jana Kantego w Częstochowie                         |         |
| 7  | Częstochowa Parafia św. Kazimierza Królewicza                | ks. dr Łukasz Połacik      | Kościół św. Kazimierza Królewicza w Częstochowie                |         |
| 8  | Częstochowa Parafia św. Maksymiliana Kolbego                 | ks. dr Wojciech Torchalski | Kościół św. Maksymiliana Kolbego w Częstochowie                 |         |
| 9  | Częstochowa Parafia św. Wojciecha                            | ks. Ryszard Umański        | Kościół św. Wojciecha w Częstochowie                            |         |